# ブラーミニメクラヘビ

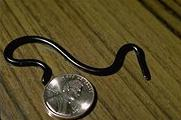
ブラーミニメクラヘビと硬貨の比較

ブラーミニメクラヘビ（Indotyphlops braminus）は、有鱗目メクラヘビ科インドメクラヘビ属に分類されるヘビ。ミミズヘビとも呼ばれる。

## 形態
全長は160 - 220mm、頭胴長128 - 180mm。生きたものはミミズに似ているが、ミミズとは違い体節がなく、鱗に覆われ、舌を出し入れすることから本種であることが分かる。頭部は丸く、頸部は他のヘビ類のようにはくびれていない。目はあるが非常に小さく痕跡的で、光のみを感じ取ることができるとされる。毒は持たない。
体色は灰褐色、もしくは茶褐色で、鱗には光沢がある。背面の体鱗数は14。

## 生態
草地やサトウキビ畑、林縁など日当たりのよい乾燥した土壌に生息していて、石や倒木の下、側溝の落ち葉がたまっているところで見かける。
ヘビ類で唯一オスが存在せず、メスのみで単為生殖をする。繁殖期は日本の南西諸島で6月中旬から7月中旬にかけて。繁殖形態は卵生で、1回の繁殖で通常は1 - 6個、最大で8個の卵を産む。
食性は肉食性で、主にアリやシロアリなどの卵や蛹、小型の節足動物などを捕食する。
石や落ち葉の下・畑の土中などを探せば見つけることができ、多くの大型土壌動物と同様に、側溝に落ちたまま上がれなくなって囚われた状態になっている個体を見る事も多い。干からびて死んだものは針金そっくりである。
捕まえるとミミズのように体をくねらせ、先のとがった尾でつつく。

## 分布
原産地は判然としないがアジア南東部と考えられており、世界中の熱帯・亜熱帯地域に移入されている。日本国内では外来種であり静岡県（本土および伊豆諸島八丈島）、長崎県、鹿児島県、大隅諸島（種子島）、トカラ列島（諏訪之瀬島以南）、南西諸島、小笠原諸島、沖縄県などに移入された(不正確)。移入された地域を含むと、ヘビ類の中では最も広く分布している種とされる。
日本への進入経路は観葉植物の商業的栽培など植物の移出入時に、植木鉢内や根の周りの土壌に潜入して持ち込まれたと考えられているが、移入時期、移入もとともに不明である。フロリダでは1983年に最初に記録され、以降、フロリダ半島の大部分で見つかっている。